# Burgo de Osma
Burgo de Osma, oficialmente El Burgo de Osma-Ciudad de Osma é um município da Espanha na província de Sória, comunidade autónoma de Castela e Leão, de área 289,35 km² com população de 5 015 habitantes (2007) e densidade populacional de 17,41 hab/km².
Guarda um dos recintos medievais mais bem conservados de Soria, em torno da catedral (levantada sobre outro templo de estilo românico) e com a rua Mayor como um dos seus eixos principais, com casas antigas sustentadas arcadas com colunas de pedra. As muralhas, a Praça Maior, o castelo e a ponte romana sobre o rio Ucero completam a imagem de El Burgo de Osma, que foi sede episcopal no século VI, em época visigoda, e teve Universidade durante o Renascimento.

## Demografia
| Variação demográfica do município entre 1991 e 2004 | Variação demográfica do município entre 1991 e 2004 | Variação demográfica do município entre 1991 e 2004 | Variação demográfica do município entre 1991 e 2004 |
| --------------------------------------------------- | --------------------------------------------------- | --------------------------------------------------- | --------------------------------------------------- |
| 1991                                                | 1996                                                | 2001                                                | 2004                                                |
| 5 009                                               | 5 053                                               | 4 877                                               | 5 032                                               |